# Oxyceros vidalii
Oxyceros vidalii là một loài thực vật có hoa trong họ Thiến thảo. Loài này được Tirveng. mô tả khoa học đầu tiên năm 1983.